# Masovia
La Masovia (in polacco Mazowsze) è una regione storica situata nella parte nord-orientale della Polonia centrale. Si estende attraverso la pianura nordeuropea, grosso modo tra le città di Łódź e Białystok, e Varsavia ne è il capoluogo e la località più grande. Nel corso dei secoli, la Masovia ha sviluppato una sua cultura propria, caratterizzata da canzoni popolari, architettura, abiti e tradizioni diverse da quelle degli altri polacchi.
Come entità storica la Masovia è esistita dal Medioevo fino alla spartizione della Polonia ed era composta da tre voivodati con capitali Varsavia, Płock e Rawa. La città principale della regione era Płock, che fu addirittura capitale della Polonia dal 1079 al 1138; tuttavia, nella prima età moderna Płock perse la sua importanza a vantaggio di Varsavia, che divenne la capitale del Paese. Dal 1138, la Masovia fu governata da un ramo separato della dinastia dei Piasti e quando morì l'ultimo sovrano del ducato indipendente di Masovia, nel 1526, divenne parte integrante della Corona del Regno di Polonia. All'epoca della Confederazione polacco-lituana oltre il 20% della popolazione masova era classificato come piccola nobiltà. Tra il 1816 e il 1844 venne istituito il Governatorato della Masovia, che comprendeva il sud della regione insieme alla Terra di Łęczyca e alla Cuiavia sud-orientale. Gli abitanti originari della Masovia erano i masuri, che dal Basso Medioevo si insediarono nella vicina Prussia meridionale, una regione che da loro prenderà poi il nome di Masuria, dove si convertirono al protestantesimo all'epoca della Riforma, abbandonando così il cattolicesimo, al quale continuarono ad aderire i loro cugini rimasti in Masovia.
I confini dell'attuale voivodato (provincia) della Masovia, creato nel 1999, non riflettono esattamente le dimensioni originarie della regione, poiché non includono le città storicamente masove di Łomża e Łowicz, ma al contrario includono quelle di Radom e Siedlce, storicamente appartenenti alla Piccola Polonia.

## Geografia

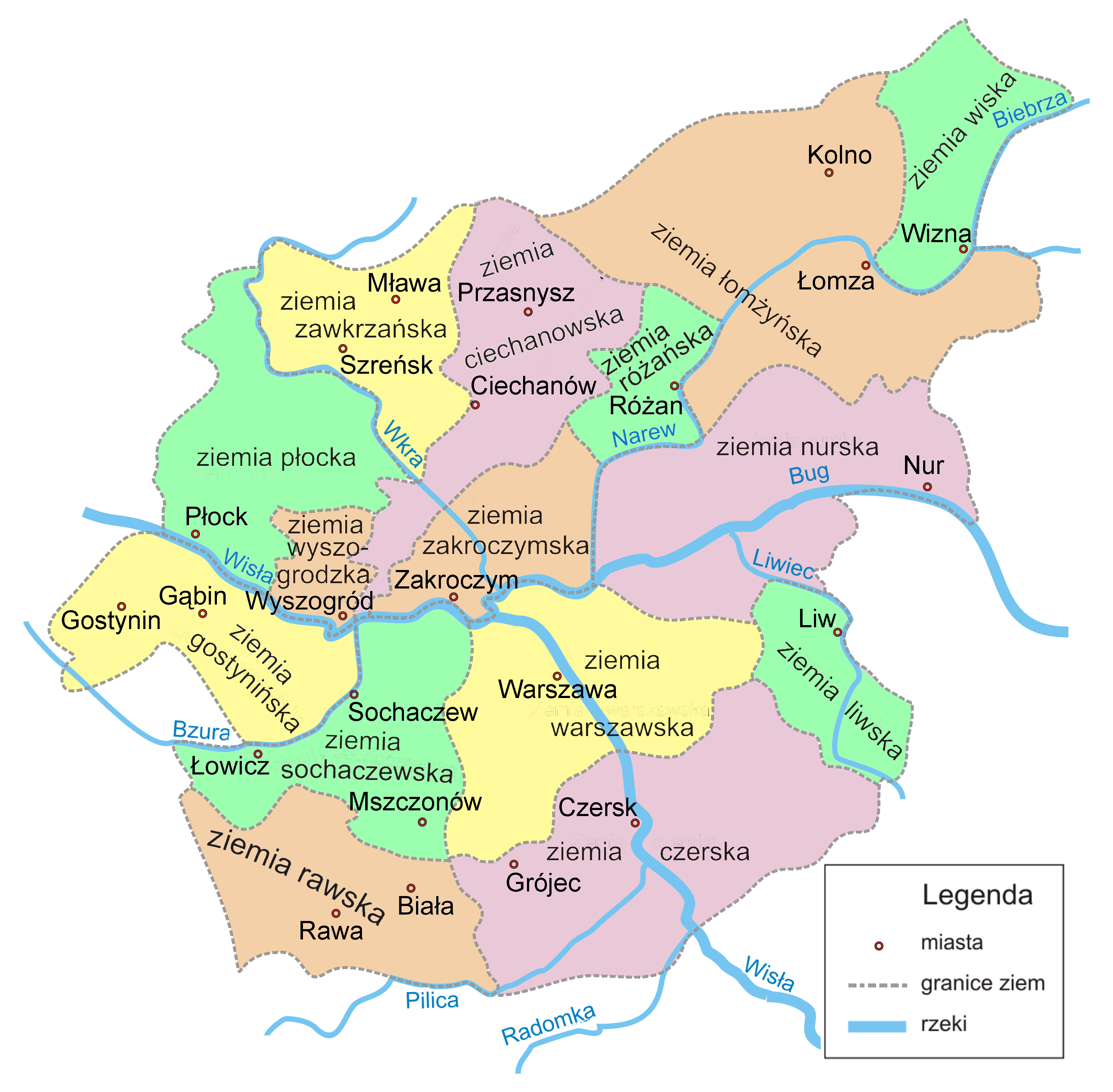
Territorio storico della Masovia.

La Masovia presenta un paesaggio privo di colline (a differenza della Piccola Polonia) e di laghi (a differenza della Grande Polonia). Si estende attraverso il bassopiano della Masovia, su entrambi i lati della Vistola, nel punto in cui confluiscono in essa il Narew e il Bug. Un quinto della regione è ricoperto di foreste (principalmente di conifere), tra cui ricordiamo la grande foresta di Kampinos, Puszcza Biała e Puszcza Zielona.
A nord la Masovia confina con la Masuria, una regione dell'antica Prussia, a est con la Podlachia, a sud con la Piccola Polonia e ad ovest con la Grande Polonia (precisamente con la Terra di Łęczyca, la Cuiavia e la Terra di Dobrzyń). Copre una superficie di 33500 km² e ha una popolazione di 5 milioni di abitanti (3 milioni dei quali vivono nella metropoli di Varsavia).

## Storia
Quando gli slavi giunsero in questa regione dalla limitrofa Polesia, si mescolarono con i discendenti dei venedi della Vistola e con altri popoli che si erano stabiliti qui come i Wielbark. Si formò così una tribù di lechiti, quella dei masovi.

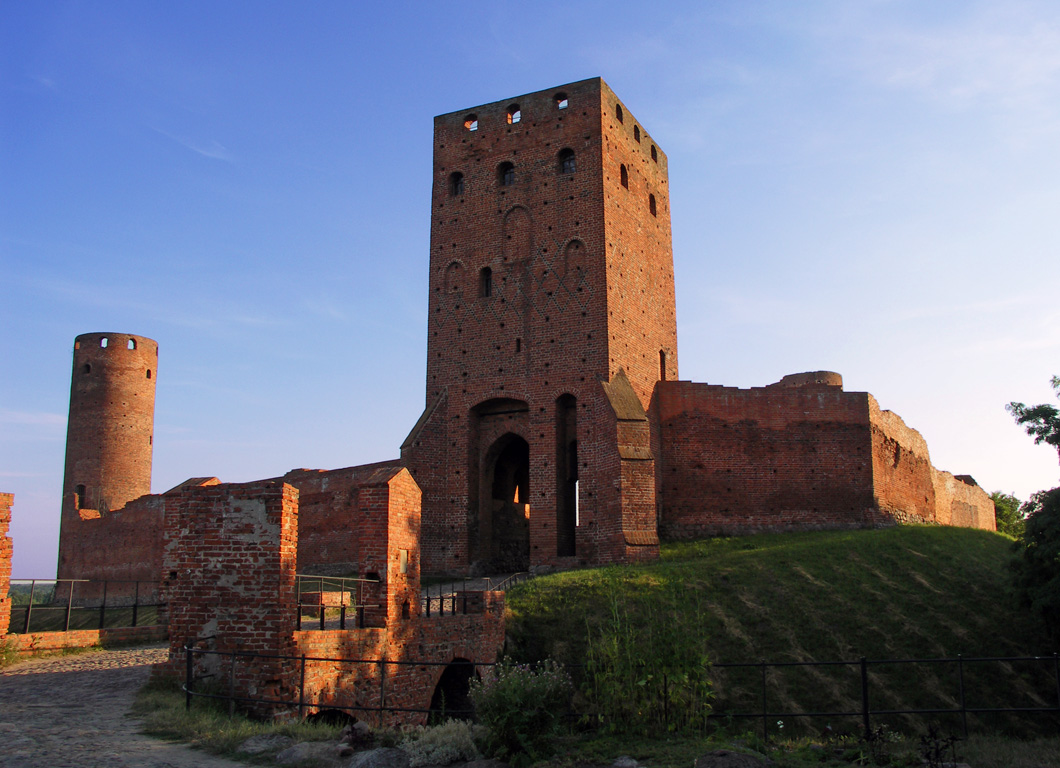
Il castello dei duchi di Masovia a Czersk (1410).

La regione storica della Masovia (Mazowsze) comprendeva inizialmente solo i territori sulla riva destra della Vistola vicino a Płock ed era in stretto contatto con la Grande Polonia (attraverso Włocławek e Kruszwica). Durante il regno dei primi monarchi polacchi della dinastia dei Piasti, Płock era una delle loro sedi e sulla Collina della Cattedrale (Wzgórze Tumskie) innalzarono il loro palatium. Nel periodo 1037-1047 la città fu la capitale dello stato indipendente masovo di Masław e tra il 1079 e il 1138 fu de facto la capitale della Polania. Dal 1075 è sede della diocesi di Płock, che comprendeva la Masovia settentrionale, mentre la parte meridionale della regione ricadeva nell'arcidiaconato di Czersk dipendente da Poznań e il ducato di Łowicz faceva parte dell'arcidiocesi di Gniezno (tale divisione sarebbe rimasta intatta fino alla spartizione della Polonia).
Forse nel IX secolo la Masovia era abitata dalla tribù dei masovi e nella seconda metà del X secolo venne incorporata nello stato polacco sotto il sovrano Miecislao I Piast. A seguito della frammentazione della Polonia dopo la morte del monarca polacco Boleslao III Boccatorta, nel 1138 venne fondato il ducato di Masovia, che durante i secoli XII e XIII si unì temporaneamente a varie terre adiacenti e dovette affrontare le aggressioni di prussiani, jatvingi e ruteni. Per proteggere la parte settentrionale dei suoi domini, Corrado I di Masovia chiamò in soccorso, nel 1226, i Cavalieri Teutonici, concedendo loro la Terra di Chełmno.
Dopo la riunificazione dello stato polacco da parte di Ladislao I all'inizio del XIV secolo, la Masovia divenne il suo feudo nel 1351. Nella seconda metà del XV secolo la parte occidentale e nel 1526-29 quella centrale della regione (con la capitale Varsavia) vennero incorporate nello Stato polacco. Nel XV secolo venne colonizzata la parte orientale della regione (Łomża), soprattutto ad opera di coltivatori diretti benestanti (drobna szlachta). La Masovia era considerata una regione sottosviluppata rispetto alla Grande Polonia e alla Piccola Polonia, e aveva una popolazione urbana più bassa.

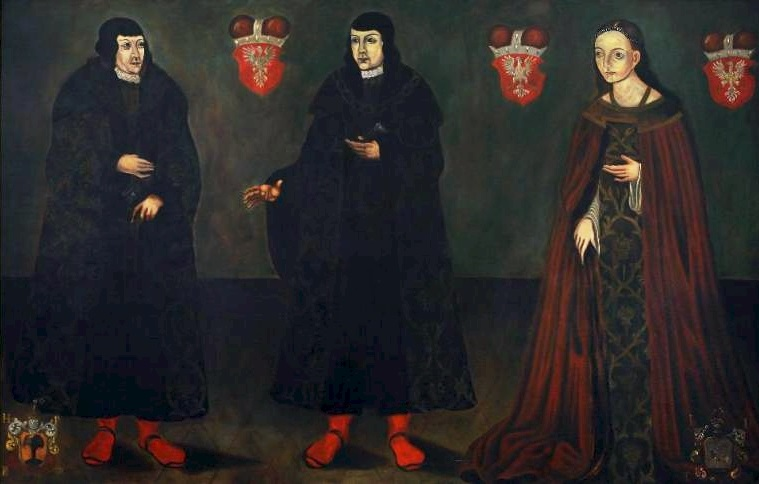
Giano III di Masovia, Stanislao e Anna di Masovia (1520).

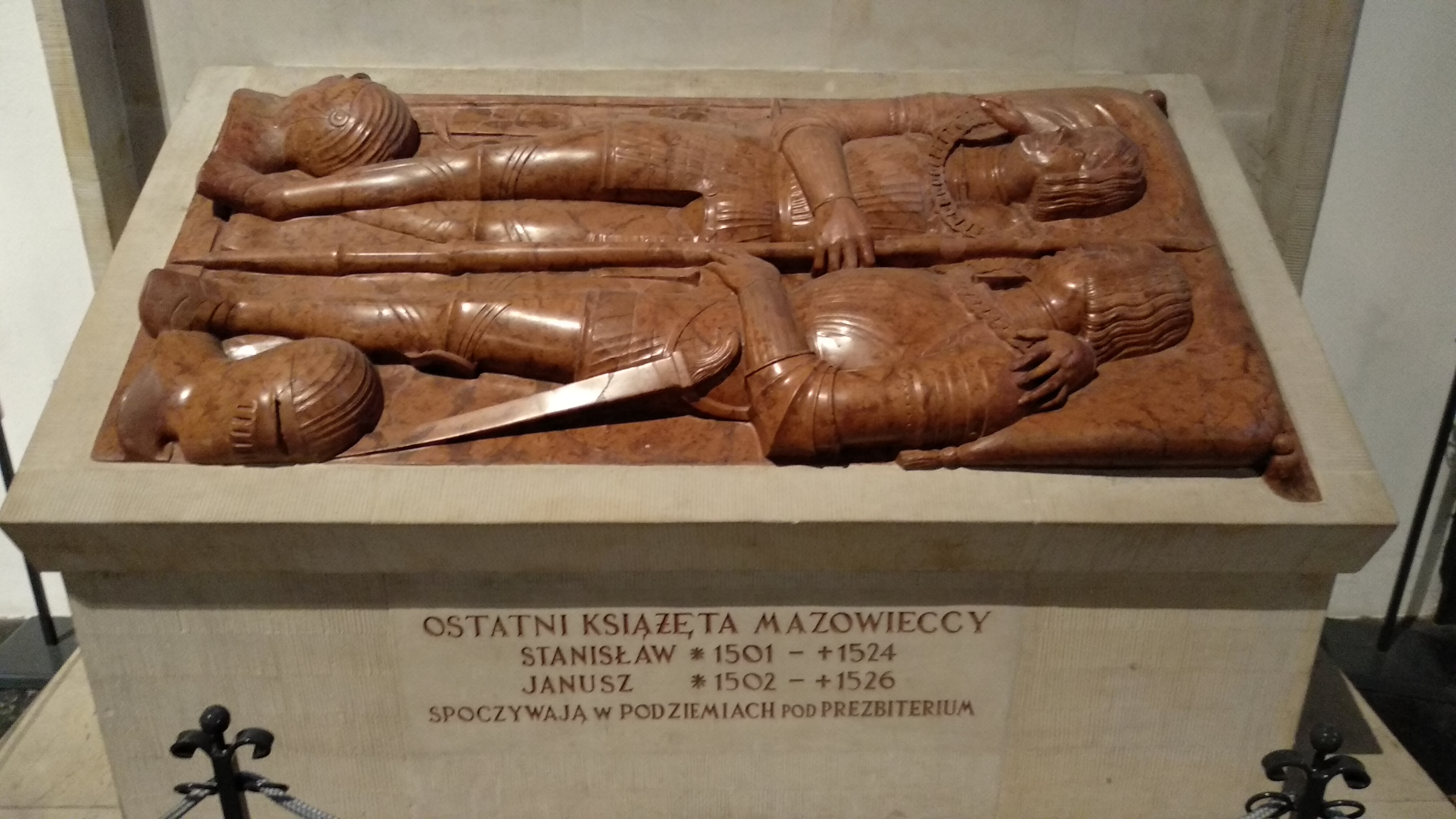
La tomba di Giano III e di suo fratello Stanislao nella cattedrale di San Giovanni Battista di Varsavia.

All'inizio dell'età moderna la Masovia era nota per l'esportazione di cereali, legname e pellicce. Inoltre, in essa non prese piede la Riforma protestante. La Masovia era divisa in tre voivodati, ciascuno diviso in terre (in polacco ziemie, in latino terrae) a loro volta divise in contee (in polacco powiaty, in latino districtus); tutti e tre i voivodati facevano parte della più ampia Provincia della Grande Polonia della Corona del Regno di Polonia. L'Unione di Lublino tra Polonia e Lituania (1569) fece della Masovia la regione centrale della Confederazione polacco-lituana, e Varsavia guadagnò prestigio in quanto sede del legislatore statale (sejm). Nel 1596 il re Sigismondo III Vasa trasferì la capitale polacca da Cracovia a Varsavia. Durante il XVII e XVIII secolo le invasioni da parte di svedesi, transilvani, sassoni e russi devastarono la regione.
Nel 1793 la Masovia occidentale e due anni dopo il resto della regione furono annesse al Regno di Prussia con la seconda e terza spartizione della Polonia, mentre la parte sud-orientale fu annessa all'Austria. Nel 1807 l'intera regione entrò a far parte del Ducato di Varsavia e nel 1815 fu incorporata nel Regno del Congresso, dipendente dalla Russia. Nel XIX secolo la Masovia fu teatro delle grandi rivolte polacche (la rivolta di novembre e l'insurrezione di gennaio) contro il dominio russo. Nell'epoca antecedente alla spartizione, la Masovia era suddivisa in tre parti che facevano capo a Varsavia, Płock e Augustów (sostituita successivamente da Łomża).
Dal 1918 la Masovia, con una superficie più o meno corrispondente al voivodato di Varsavia, fa parte della Polonia attuale. Sotto l'occupazione tedesca durante la seconda guerra mondiale, la popolazione fu sottoposta ad arresti di massa, esecuzioni, espulsioni e deportazioni nei campi di lavoro, nei lager e nei ghetti nazisti. Numerose opere d'arte furono saccheggiate. Il villaggio di Palmiry, vicino a Varsavia, divenne tristemente noto per i massacri che vi furono effettuati ed è divenuto una località simbolo dei crimini nazisti contro i polacchi. La popolazione di Varsavia diminuì drasticamente a causa delle esecuzioni, dello sterminio degli ebrei della città, della morte di circa 200000 abitanti durante la rivolta del 1944 e della deportazione della popolazione della riva sinistra della città che ne seguì. Poco dopo la rivolta, Adolf Hitler ordinò alle truppe tedesche di distruggere la città. La ricostruzione della capitale polacca fu una delle priorità del dopoguerra. All'epoca il voivodato di Varsavia si sovrapponeva più o meno all'antica Masovia, tanto che continuava ad essere informalmente chiamato così, ma nel 1975 venne suddiviso in diversi voivodati più piccoli. Tuttavia, nel 1999 è stato istituito il voivodato della Masovia, una delle 16 attuali regioni amministrative della Polonia.

## Cultura

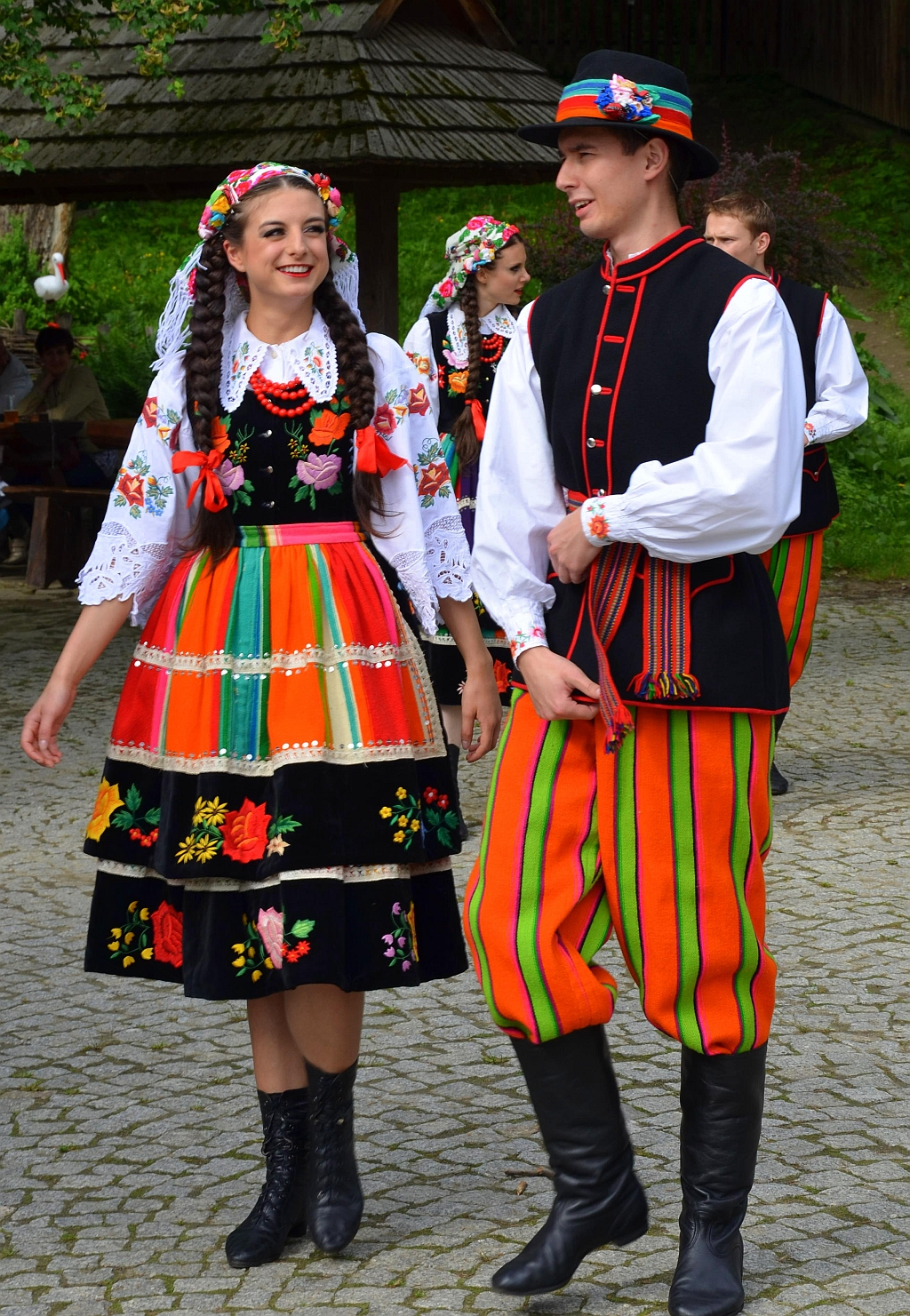
Costumi tradizionali della regione di Łowicz.

### Il dialetto masovo
L'antica lingua masova probabilmente sopravvisse come dialetto separato fino al XX secolo. L'etnonimo Mazur ha dato il nome a un fenomeno fonetico noto come «mazurzenie» (sebbene sia comune anche nel dialetto della Piccola Polonia).

### Cucina locale
Non esiste una cucina regionale specifica della Masovia. In passato, nella cucina contadina prevalevano i latticini, mentre i nobili erano grandi consumatori di carne di pollame – oche, galline e anatre. I centri culinari più caratteristici della Masovia sono il Kurpie e la città di Łowicz, dove alcuni piatti tradizionali sono sopravvissuti fino ad oggi. Nel Kurpie i piatti tradizionali vengono preparati con ingredienti raccolti nella foresta: frutti di bosco, miele e funghi. Diversi piatti tradizionali polacchi come flaki (trippa) e kluski (spaghettini e gnocchi) vengono preparati in modo diverso rispetto ad altre parti del Paese.

## Economia
Il voivodato della Masovia è decisamente al primo posto in Polonia per prodotto interno lordo. Questo grazie a Varsavia, centro finanziario dell'Europa centro-orientale. La maggior parte delle imprese statali ha sede in questa metropoli. È un hub sia per il traffico ferroviario che per quello stradale, con accesso a tutta la Polonia e a tutta Europa. L'Aeroporto di Varsavia-Chopin è il più trafficato del Paese. In questa città si trovano molte aziende appartenenti diversi rami dell'industria e dei servizi. L'altro centro economico è Płock, dove operano i grandi impianti petrolchimici PKN Orlen. Il resto della Masovia, tuttavia, rientra tra le zone più povere della Polonia. In agricoltura le colture più tipiche sono le patate e la segale, ma quella più rinomata (come in tutta la Polonia) è il grano. Vengono coltivati anche orzo, barbabietole da zucchero, alberi da frutto (soprattutto nel sud della regione, il principale «frutteto» polacco) e ortaggi. Per quanto riguarda l'allevamento, vengono allevati soprattutto maiali, ma anche vacche e pollame.

## Turismo

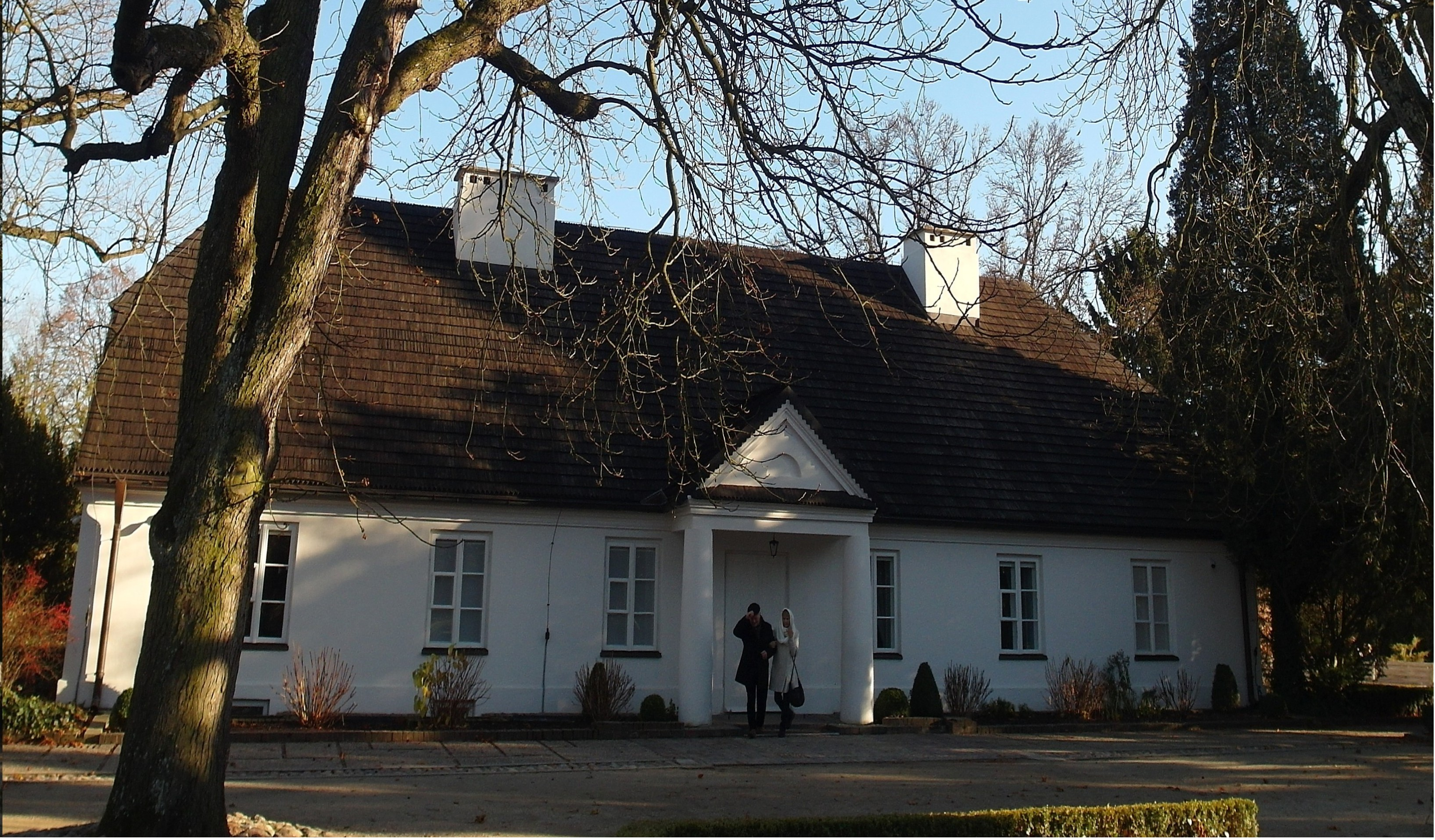
La casa natale di Fryderyk Chopin a Żelazowa Wola.

Il parco nazionale di Kampinos è uno dei più grandi della Polonia ed è una meta popolare tra i turisti che effettuano gite di un giorno da Varsavia per fare escursioni tra le foreste primordiali, le dune di sabbia e le paludi del parco. Il principale centro culturale della regione e, insieme a Cracovia, di tutta la Polonia, è Varsavia, la sede di decine di teatri, della Filarmonica Nazionale, del Teatro dell'Opera Nazionale, della Biblioteca Nazionale, del Museo Nazionale, del Centro Scientifico Copernico, del Museo della rivolta di Varsavia, del Tempio della Divina Provvidenza e del Santuario del Beato Jerzy Popiełuszko. Varsavia ospita molti magnifici edifici storici e monumenti, sia nella Città Vecchia che in quella Nuova, che furono entrambe quasi completamente distrutte durante la seconda guerra mondiale ma vennero meticolosamente restaurate e dichiarate patrimonio dell'umanità dall'UNESCO nel 1980. Di grande importanza storica ricordiamo anche alcuni edifici che sorgono nell'adiacente via Krakowskie Przedmieście e i palazzi reali e giardini di Łazienki e Wilanów. L'edificio più caratteristico costruito nel dopoguerra è il Palazzo della Cultura e della Scienza.
Tra i monumenti storici della regione ricordiamo il maniero di Żelazowa Wola, dove nacque il compositore Fryderyk Chopin, oggi trasformato in un museo. Płock, un tempo sede dei principi di Masovia, e Łowicz, residenza degli arcivescovi di Gniezno, sono noti per le loro cattedrali. Altri monumenti sono i palazzi e i parchi di Nieborów e Arkadia, la fortezza di Modlin, i castelli di Czersk, Pułtusk, Ciechanów, Opinogóra, Rawa Mazowiecka, Sochaczew e Liw, nonché le chiese di Niepokalanów, Góra Kalwaria, Warka, Skierniewice, Czerwińsk, Wyszogród, Zakroczym, Szreńsk, Przasnysz, Ostrołęka, Łomża, Szczuczyn, Wizna, Brok, Zuzela, Rostkowo e Boguszyce. Aspetti interessanti del folklore sono visibili nella regione del Kurpie; un altro museo all'aperto (skansen) è stato istituito a Sierpc.

## Città principali

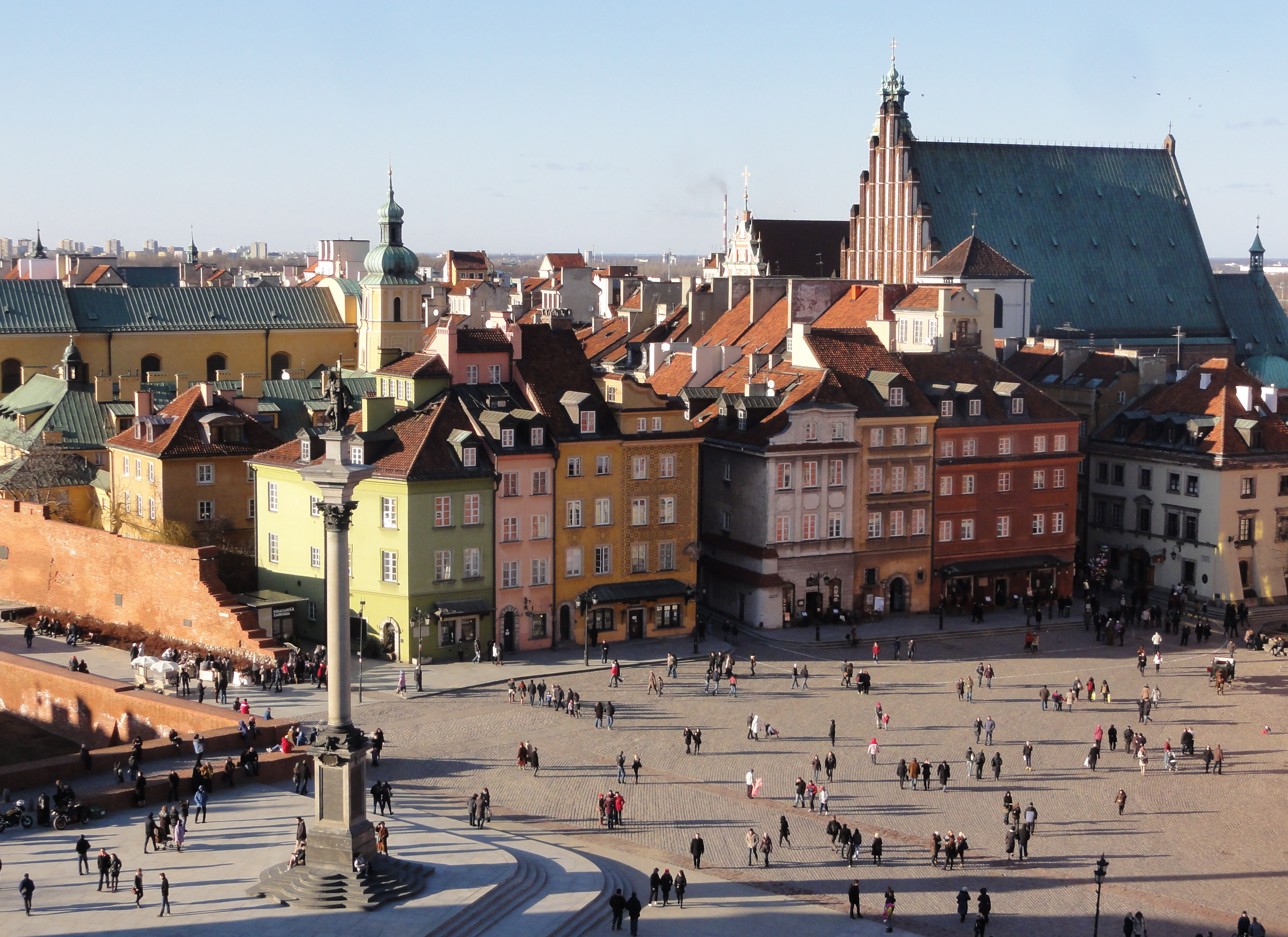
Città Vecchia di Varsavia.

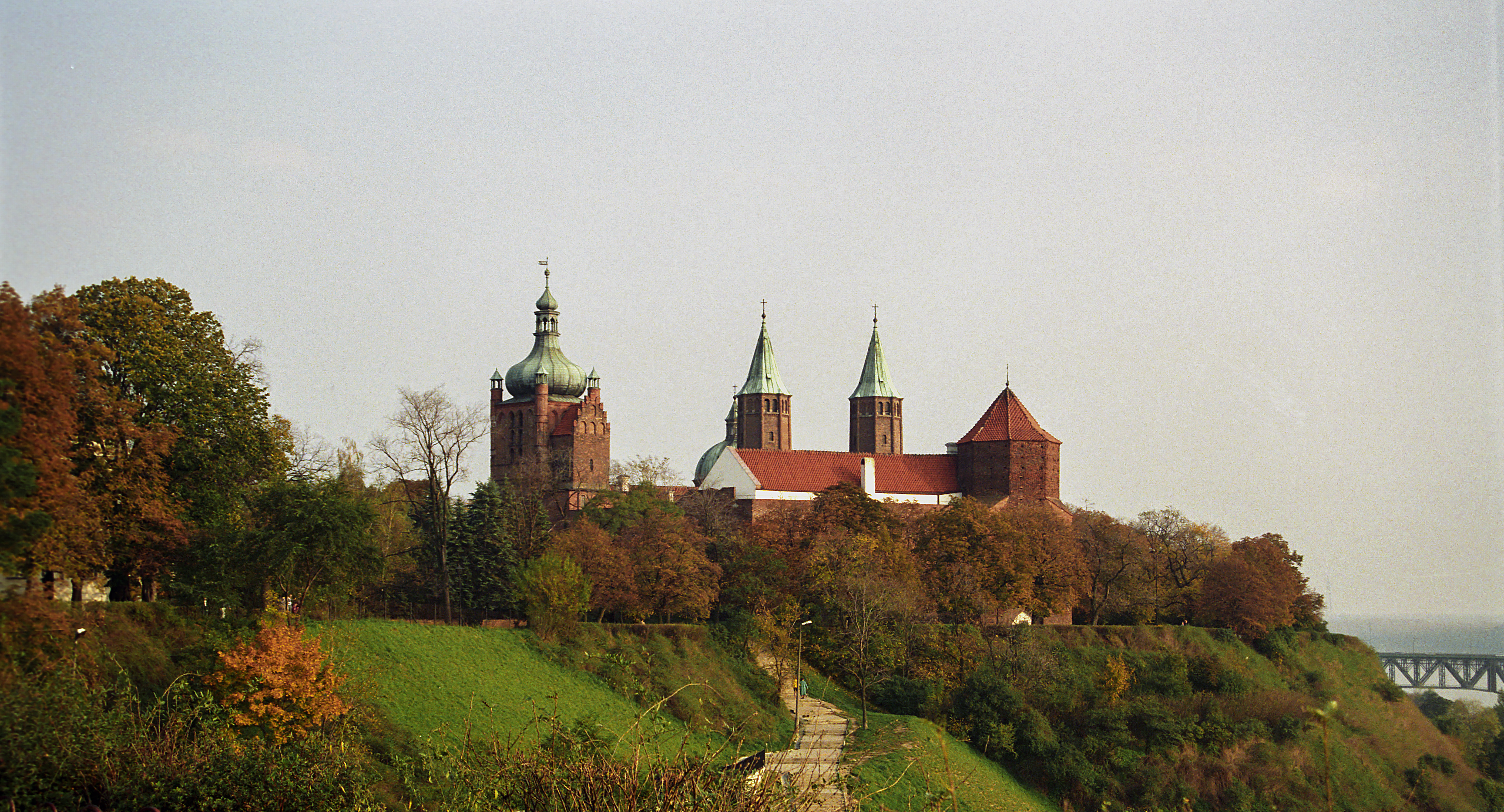
Castello di Płock.

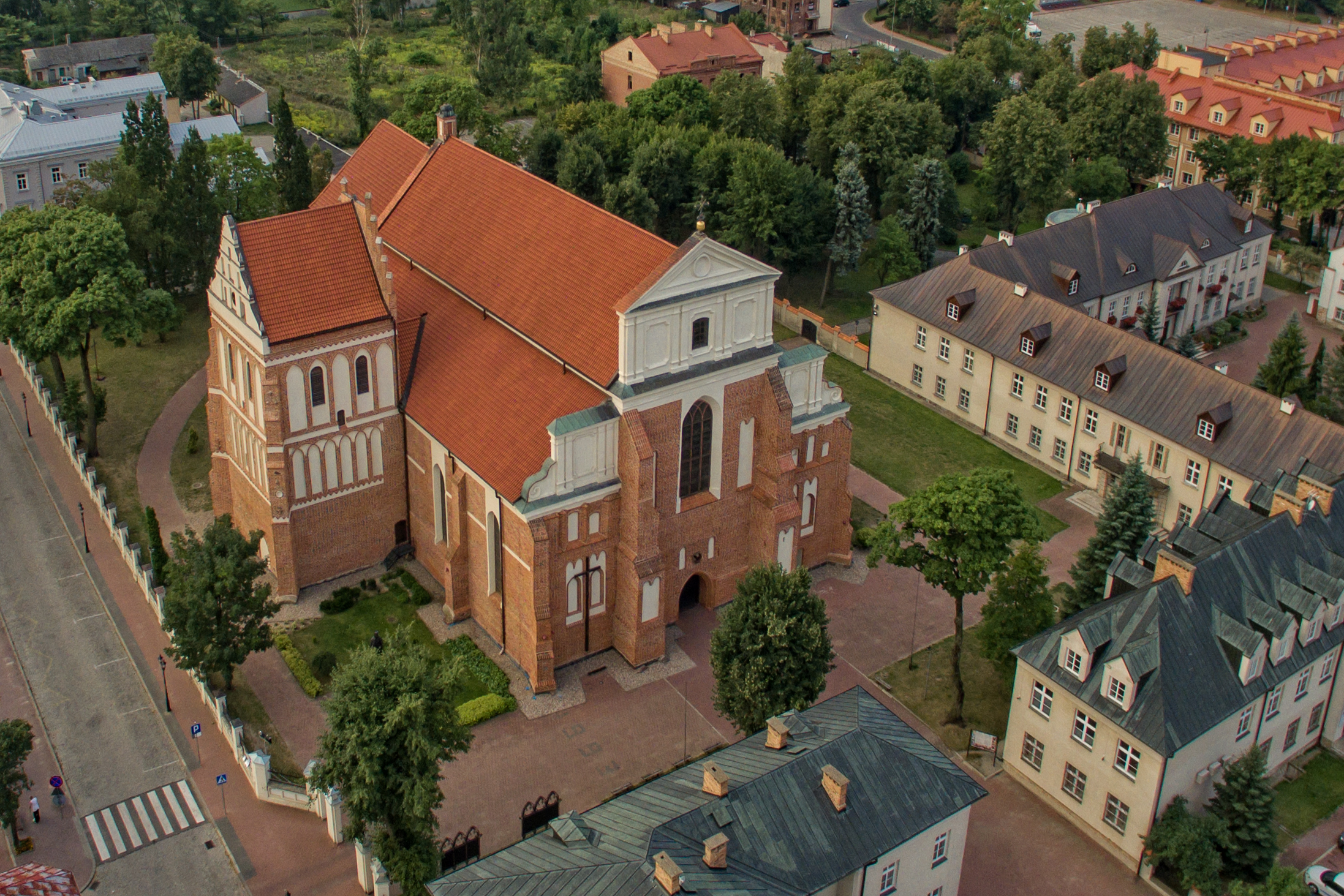
Castello di Łomża.

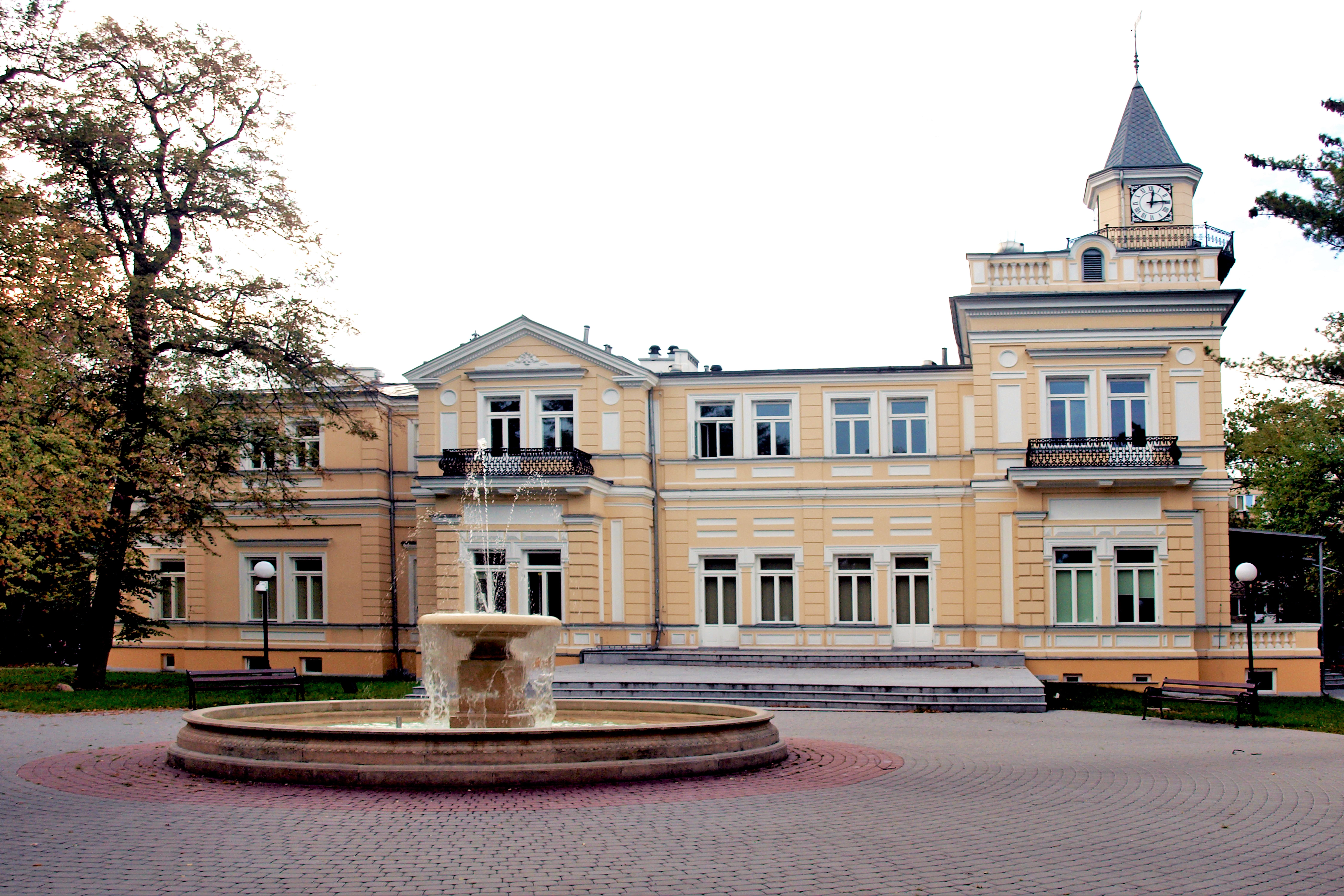
Palazzo Sokół di Pruszków.

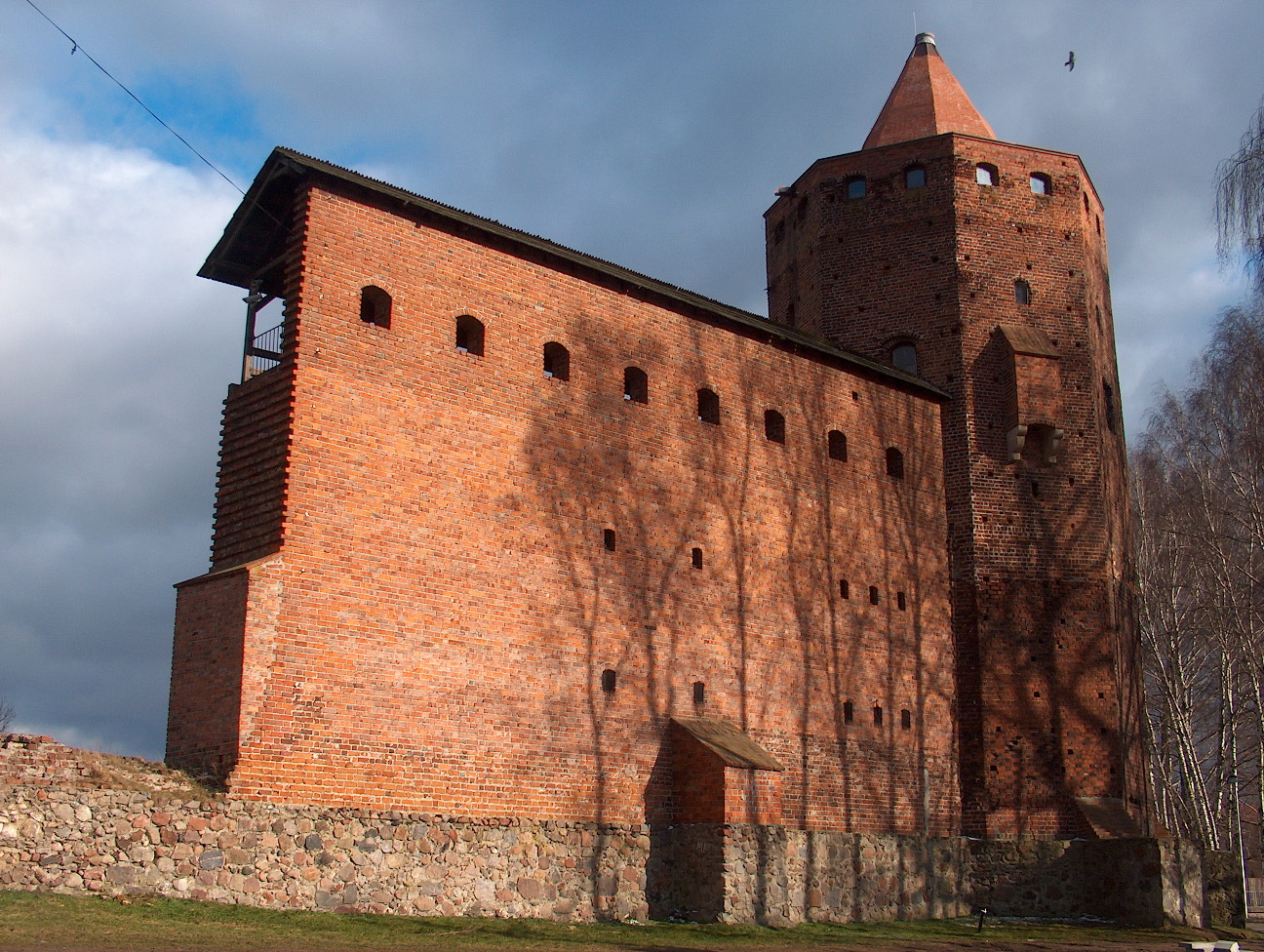
Castello di Rawa Mazowiecka.

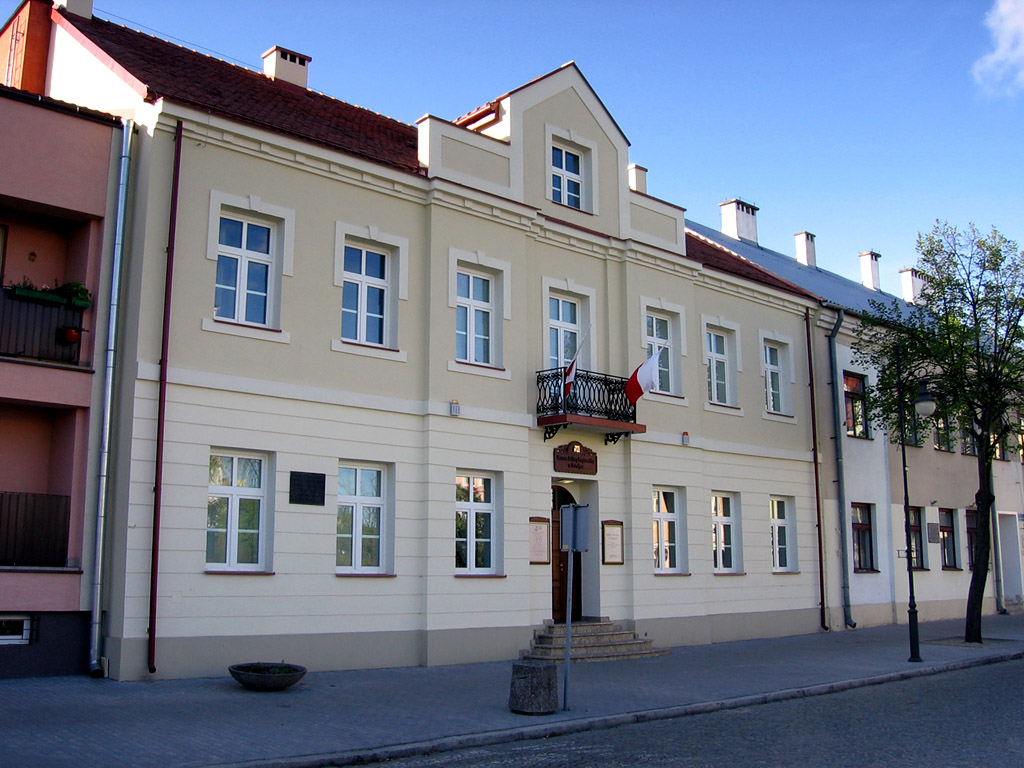
Museo regionale di Ostrołęka.

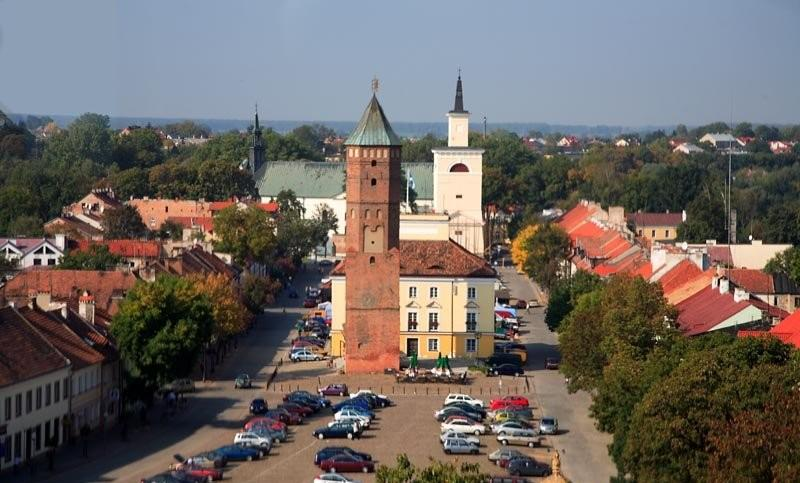
Piazza del Mercato di Pułtusk.

La tabella seguente elenca le città della Masovia con più di 20000 abitanti (2015):
|     | Città                | Popolazione (2015) | Voivodato nel 1750      | Voivodato nel 2016        | Ulteriori informazioni                                                                        |
| --- | -------------------- | ------------------ | ----------------------- | ------------------------- | --------------------------------------------------------------------------------------------- |
| 1.  | Varsavia             | 1 724 404          | Voivodato della Masovia | Voivodato della Masovia   | Capitale della Polonia, ex città regia della Polonia.                                         |
| 2.  | Płock                | 122 815            | Voivodato di Płock      | Masovian Voivodeship      | Capitale storica della Masovia, ex capitale della Polonia, ex città regia della Polonia.      |
| 3.  | Łomża                | 62 711             | Voivodato della Masovia | Voivodato della Podlachia | Ex città regia della Polonia.                                                                 |
| 4.  | Pruszków             | 59 570             | Voivodato della Masovia | Voivodato della Masovia   | Parte dell'area metropolitana di Varsavia.                                                    |
| 5.  | Legionowo            | 54 231             | Voivodato della Masovia | Voivodato della Masovia   | Parte dell'area metropolitana di Varsavia.                                                    |
| 6.  | Ostrołęka            | 52 917             | Voivodato della Masovia | Voivodato della Masovia   | Ex città regia della Polonia.                                                                 |
| 7.  | Skierniewice         | 48 634             | Voivodato di Rawa       | Voivodato di Łódź         | Ex città privata vescovile di Polonia.                                                        |
| 8.  | Otwock               | 45 044             | Voivodato della Masovia | Voivodato della Masovia   | Parte dell'area metropolitana di Varsavia.                                                    |
| 9.  | Piaseczno            | 44 869             | Voivodato della Masovia | Voivodato della Masovia   | Ex città regia della Polonia, parte dell'area metropolitana di Varsavia.                      |
| 10. | Ciechanów            | 44 797             | Voivodato della Masovia | Voivodato della Masovia   | Ex città regia della Polonia.                                                                 |
| 11. | Żyrardów             | 41 096             | Voivodato di Rawa       | Voivodato della Masovia   |                                                                                               |
| 12. | Mińsk Mazowiecki     | 39 880             | Voivodato della Masovia | Voivodato della Masovia   | Parte dell'area metropolitana di Varsavia.                                                    |
| 13. | Wołomin              | 37 505             | Voivodato della Masovia | Voivodato della Masovia   | Parte dell'area metropolitana di Varsavia.                                                    |
| 14. | Sochaczew            | 37 480             | Voivodato di Rawa       | Voivodato della Masovia   | Ex città regia della Polonia.                                                                 |
| 15. | Ząbki                | 31 884             | Voivodato della Masovia | Voivodato della Masovia   | Parte dell'area metropolitana di Varsavia.                                                    |
| 16. | Mława                | 30 880             | Voivodato di Płock      | Voivodato della Masovia   | Ex città regia della Polonia.                                                                 |
| 17. | Grodzisk Mazowiecki  | 29 907             | Voivodato di Rawa       | Voivodato della Masovia   | Ex città privata della famiglia Mokronoski, parte dell'area metropolitana di Varsavia..       |
| 18. | Łowicz               | 29 420             | Voivodato di Rawa       | Voivodato di Łódź         | Capitale temporanea de facto della Polonia negli anni 1572-73, ex città privata vescovile.    |
| 19. | Marki                | 29 032             | Voivodato della Masovia | Voivodato della Masovia   | Parte dell'area metropolitana di Varsavia.                                                    |
| 20. | Nowy Dwór Mazowiecki | 28 287             | Voivodato della Masovia | Voivodato della Masovia   | Ex città privata, parte dell'area metropolitana di Varsavia.                                  |
| 21. | Wyszków              | 27 222             | Voivodato della Masovia | Voivodato della Masovia   | Ex città privata vescovile della Polonia.                                                     |
| 22. | Piastów              | 22 826             | Voivodato della Masovia | Voivodato della Masovia   | Parte dell'area metropolitana di Varsavia.                                                    |
| 23. | Ostrów Mazowiecka    | 22 796             | Voivodato della Masovia | Voivodato della Masovia   | Ex città regia della Polonia.                                                                 |
| 24. | Płońsk               | 22 494             | Voivodato di Płock      | Voivodato della Masovia   | Ex città regia della Polonia.                                                                 |
| 25. | Zambrów              | 22 451             | Voivodato della Masovia | Voivodato della Podlachia | Ex città regia della Polonia.                                                                 |
| 26. | Grajewo              | 22 246             | Voivodato della Masovia | Voivodato della Podlachia | Città più settentrionale e orientale della Masovia, al confine con la Podlachia e la Masuria. |
| 27. | Kobyłka              | 20 855             | Voivodato della Masovia | Voivodato della Masovia   | Parte dell'area metropolitana di Varsavia.                                                    |

## Galleria d'immagini

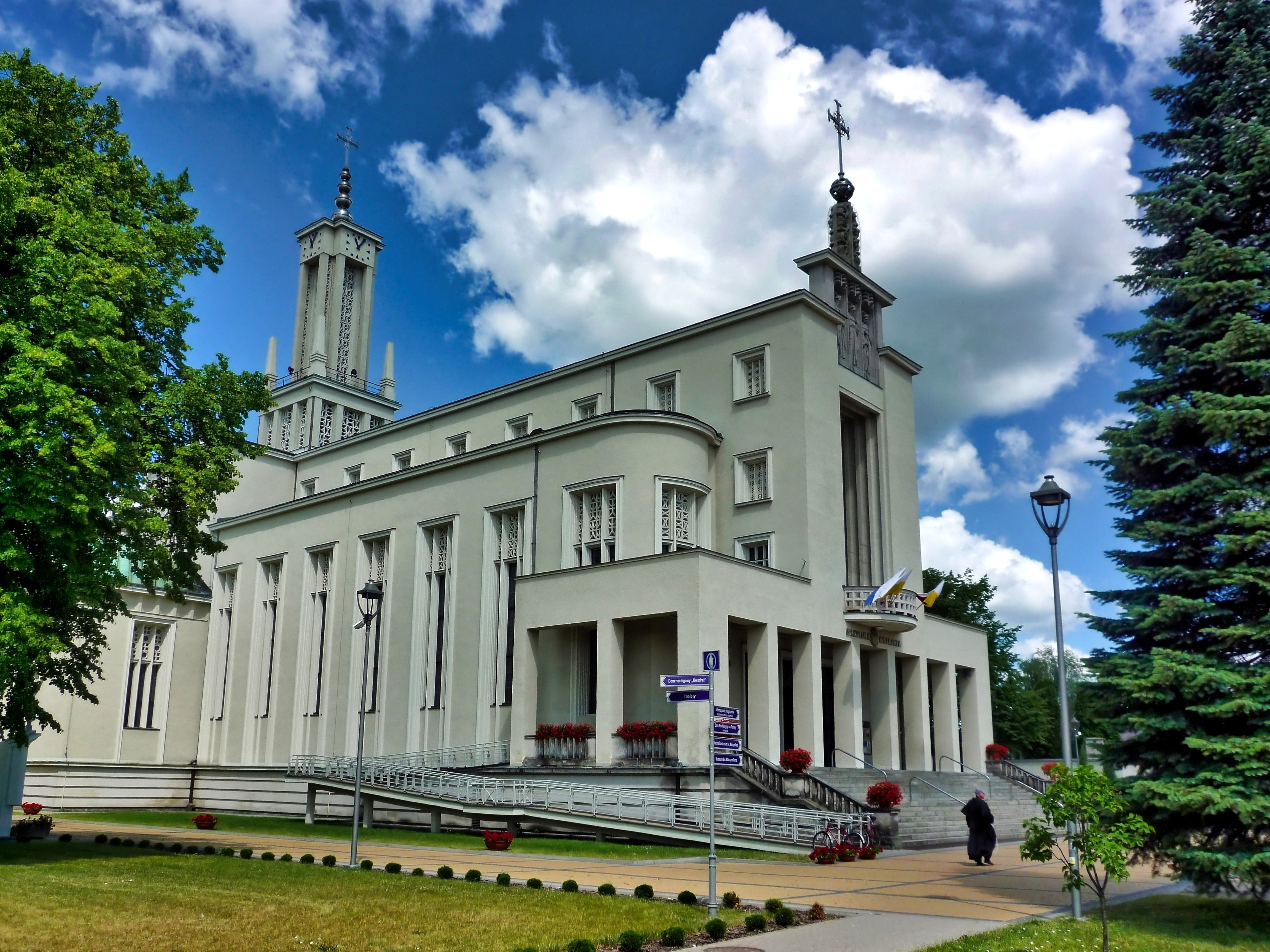
Niepokalanów
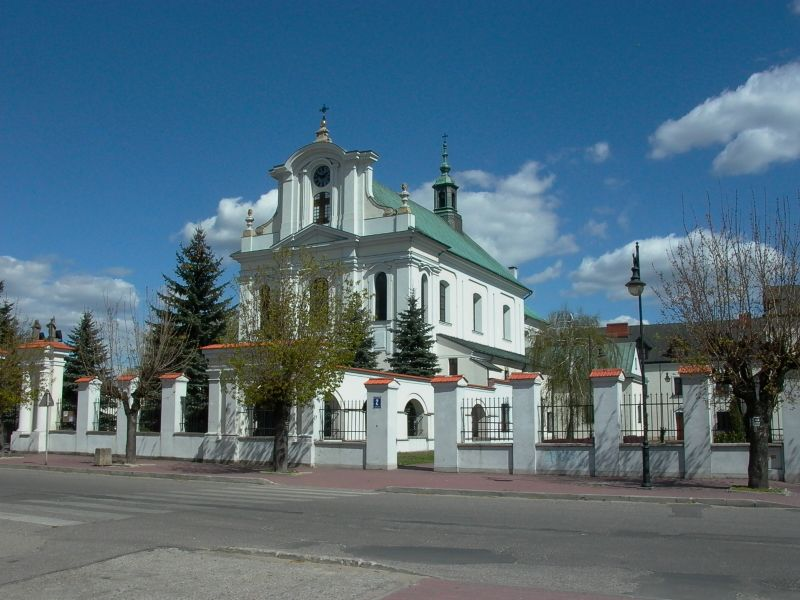
Góra Kalwaria
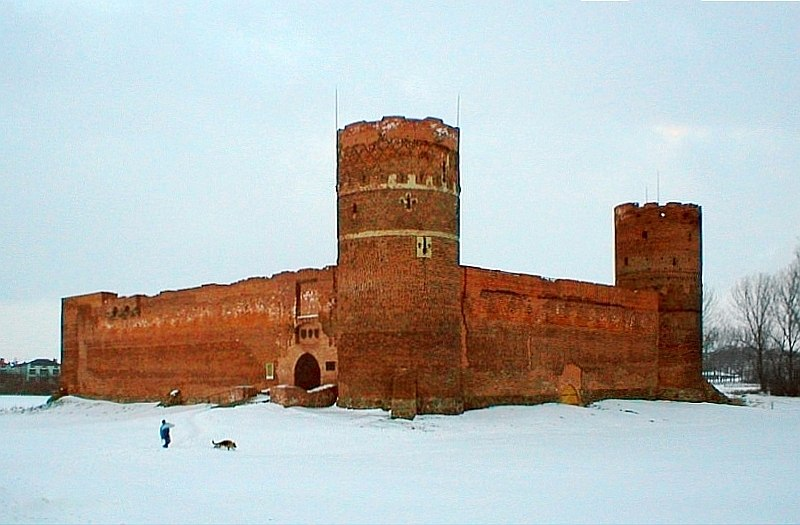
Castello di Ciechanów
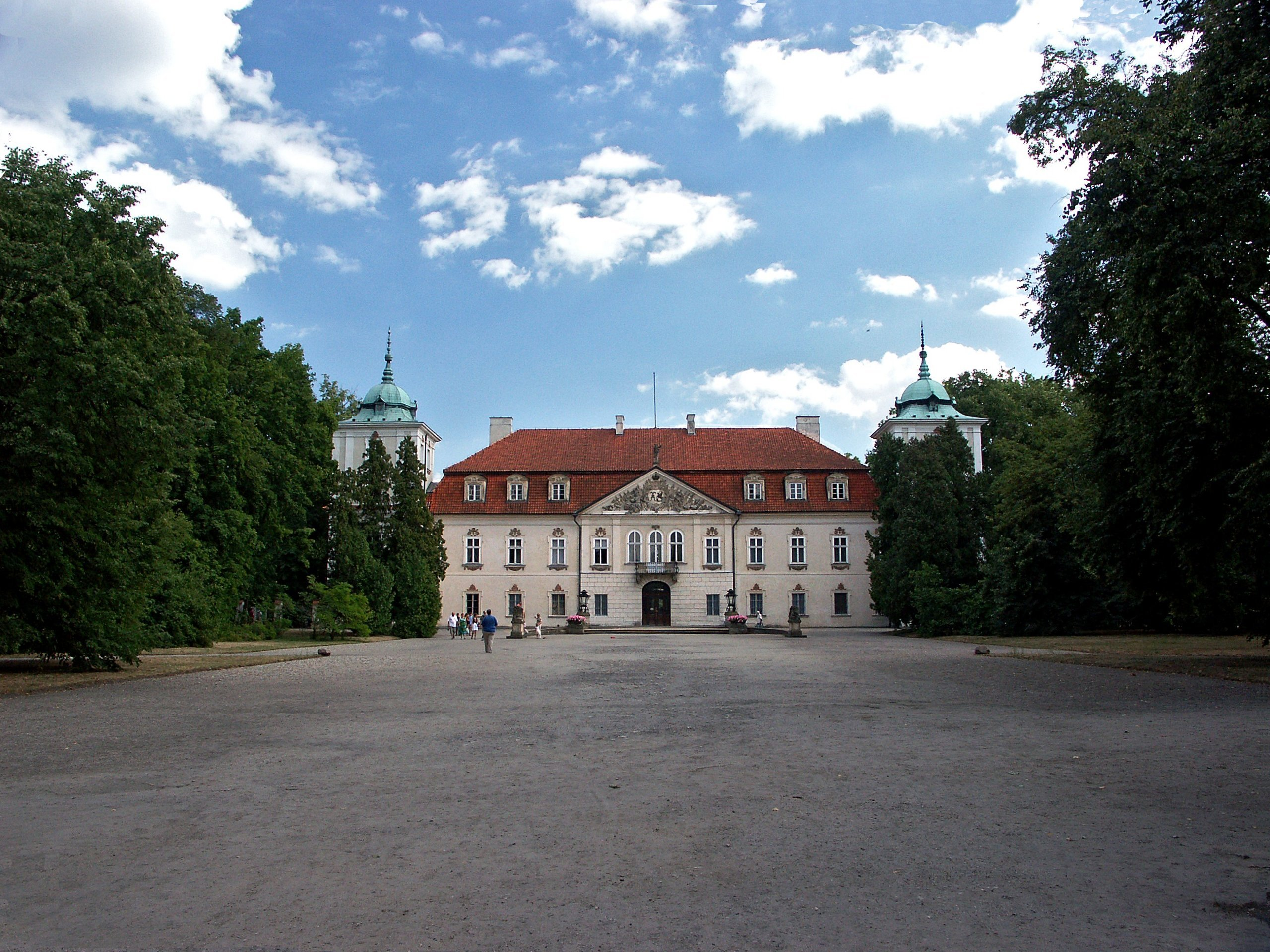
Palazzo di Nieborów
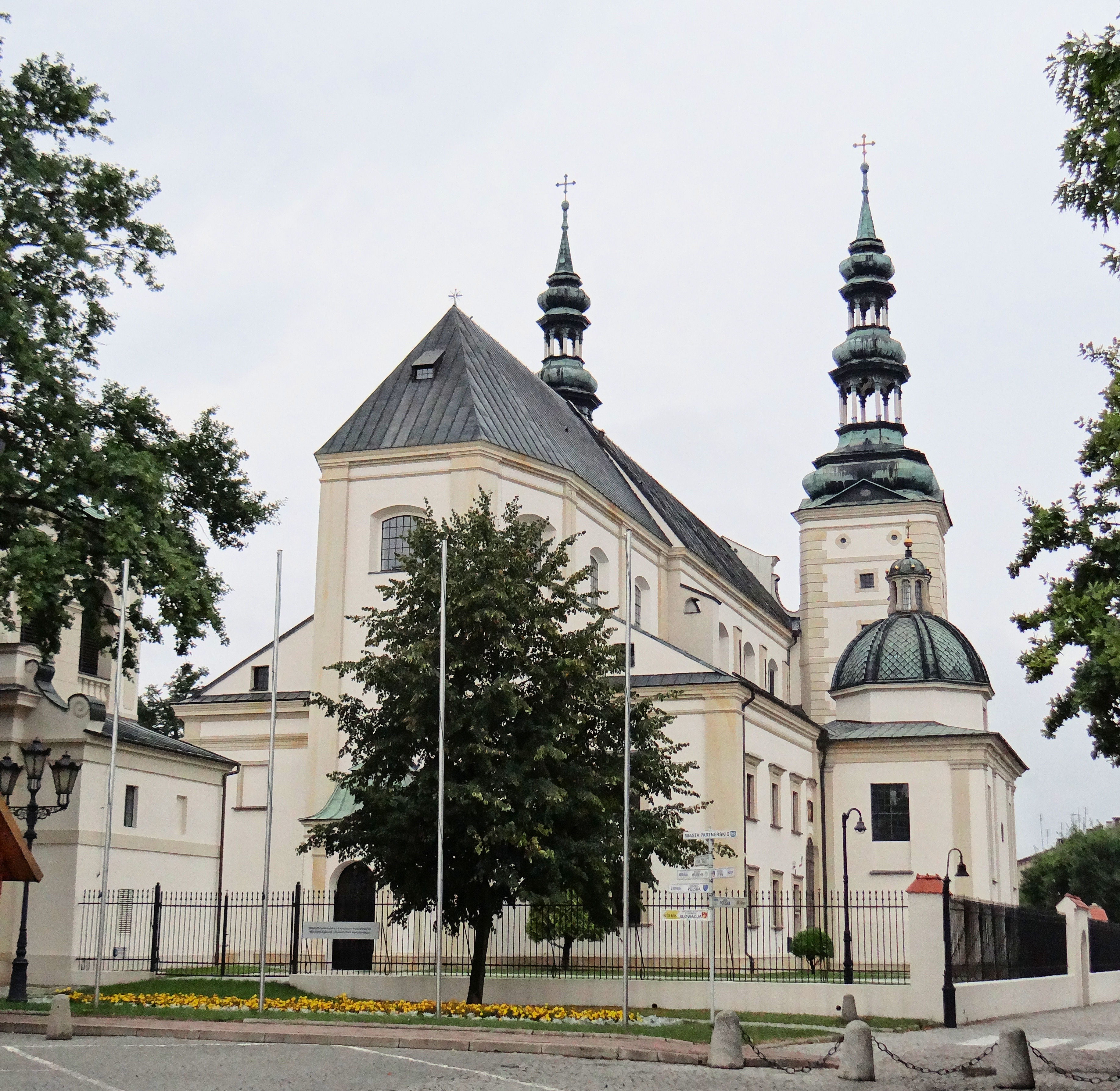
Cattedrale di Łowicz
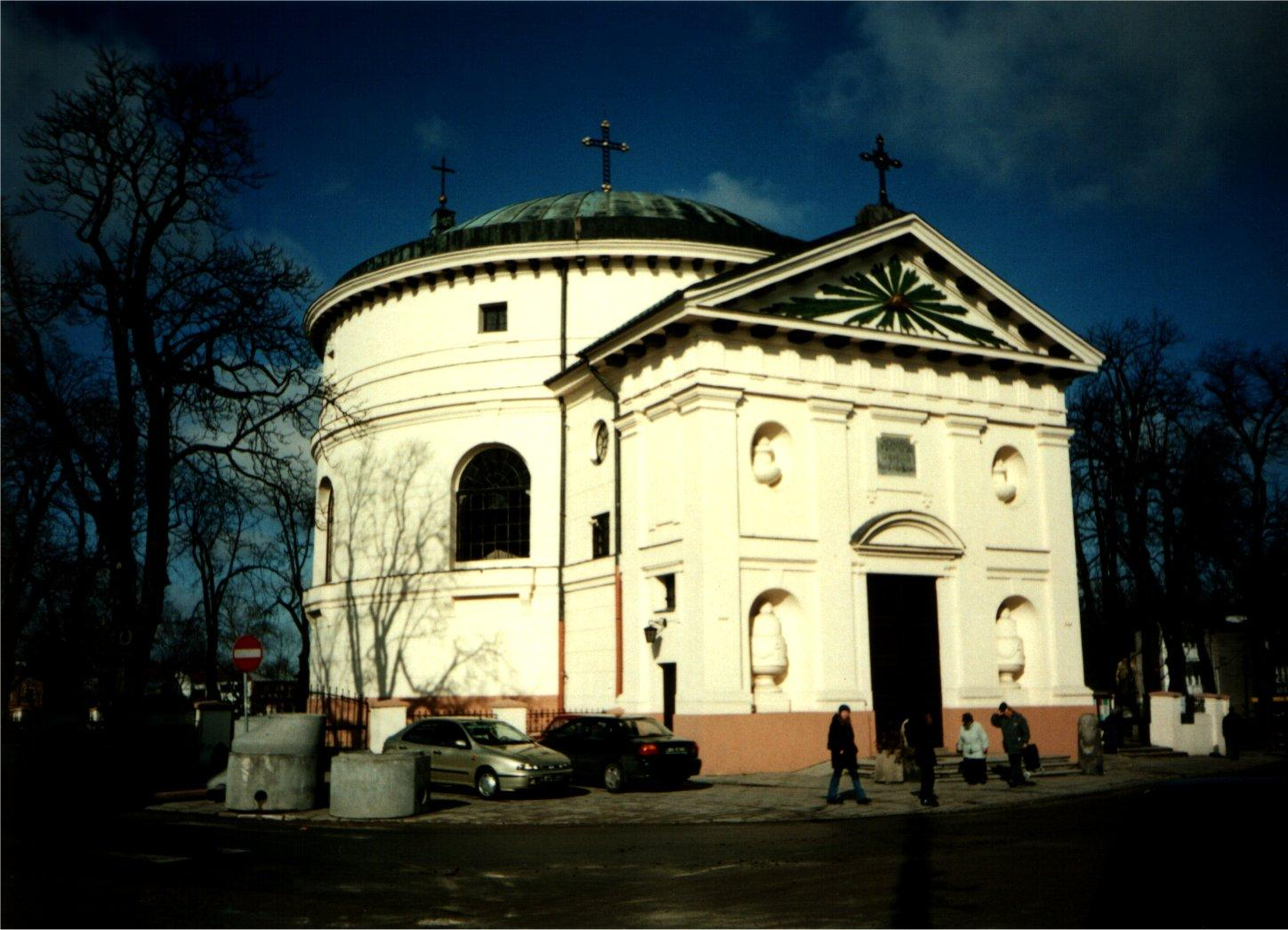
Chiesa di San Giovanni di Skierniewice